# Dan Waddell
Pour les articles homonymes, voir Waddell.
Œuvres principales
- Série Les Enquêtes du généalogiste

Dan Waddell, né en 1972 à Pudsey dans le Yorkshire de l'Ouest, est un écrivain britannique, auteur de roman policier et de littérature d'enfance et de jeunesse.

## Biographie
Fils d'un animateur de la télévision britannique, Dan Waddell fait carrière comme journaliste pigiste avant de se lancer dans l'écriture.
Des recherches généalogiques entreprises au moment de la naissance de son fils en 2003 lui donnent l'idée d'une série policière ayant pour héros Nigel Barnes, un généalogiste professionnel, qui aide l'inspecteur Grant Foster lors d'enquêtes qui se déroulent dans le Londres de la fin du XXe siècle.

## Œuvre

### Romans

#### SérieLes Enquêtes du généalogiste
1. Code 1879, Le Rouergue, 2010 ((en) The Blood Detective, 2008)  (ISBN 978-2-8126-0150-7)Réédition Actes Sud, coll. « Babel noir » no 57, 2011 (ISBN 978-2-330-00268-8)
2. Depuis le temps de vos pères, Le Rouergue, 2011 ((en) Blood Atonement, 2009)  (ISBN 978-2-8126-0312-9)Réédition Actes Sud, coll. « Babel noir » no 76, 2012 (ISBN 978-2-330-01448-3)
3. La Moisson des innocents, Le Rouergue, 2014 ((en) Harvest of the Innocents)  (ISBN 978-2-8126-0622-9)Réédition Actes Sud, coll. « Babel noir » no 154, 2016 (ISBN 978-2-330-06118-0)

### Littérature d'enfance et de jeunesse
- Deviens un expert en généalogie : Sur la trace de tes ancêtres, Éditions Casterman, 2011 ((en) Who Do You Think You Are?: Be a Family Tree Detective, Candlewick, 2010  (ISBN 978-0763661427)), 24 p.Écrit avec Jim Smith (illustrations).
- Profession détective : indices, empreintes, alibis, portraits-robots, réveille le Sherlock Holmes qui est en toi, La Martinière jeunesse, 2013 (How to Be a Detective, 2012)  (ISBN 978-2-7324-5580-8)Écrit avec Jim Smith (illustrations).
- (en) How to Be a Spy, Walker Books Ltd, 2014Écrit avec Nikalas Catlow (illustrations).

### Autres ouvrages
- (en) Survivor, 2001
- (en) Field of Shadows: The English Cricket Tour of Nazi Germany 1937, 2014
- (en) Who Do You Think You Are?: The Genealogy Handbook, 2014
- (en) The Wit and Wisdom of Test Match Special, 2015
- (en) We Had Some Laughs, 2016

### Roman signé Dan James
- (en) Unsinkable, 2012

## Prix et distinctions

### Prix
- Cezam Prix Littéraire Inter CE 2012 pour Code 1879

### Nominations
- Prix Macavity 2009 du meilleur premier roman pour The Blood Detective[1]
- John Creasey New Blood Dagger 2009 pour The Blood Detective[2]